# Tokyo Xtreme Racer: Drift 2
Tokyo Xtreme Racer: Drift 2 (Kaido: Touge no Densetsu no Japão e Kaido Racer 2 na Europa) é um jogo de corrida produzido pela Genki lançado em 28 de julho de 2005, para o console PlayStation 2, sendo o terceiro episódio da série Kaido Battle.
O objetivo principal é derrotar todos os 356 rivais durante o período noturno, sob condições específicas, enquanto participa de corridas por categoria durante o dia.
As corridas são do tipo touge com foco em drift, que ficou popular no Ocidente com a série Initial D.
Em relação aos carros, há uma larga variedade de veículos customizáveis, de kei cars a carros esportivos, sendo a grande maioria deles japoneses e alguns europeus. Existem também os "Especiais", que são os carros pré-tunados do game e que não podem ser customizados em nenhum aspecto.
Quanto às pistas, contém representações detalhadas de muitas das principais montanhas japonesas, incluindo condições climáticas extremamente variáveis como chuva, tempestade e neve. Algumas montanhas possuem trechos de terra variáveis, sendo uma delas é inteiramente de terra, similar às estradas de rally.